# Batismo vicário
O batismo vicário, também conhecido como batismo pelos mortos ou batismo por procuração, é uma prática religiosa de A Igreja de Jesus Cristo dos Santos dos Últimos Dias em que uma pessoa viva é batizada em nome de alguém que já morreu.
É mais conhecido como uma doutrina dos Santos dos Últimos Dias, sendo praticado desde 1840. Atualmente, é realizado pela Igreja de Jesus Cristo dos Santos dos Últimos Dias exclusivamente nos seus templos, bem como por outras ramificações atuais do movimento. Aqueles que praticam esse rito, veem o batismo como um requisito essencial para entrar no Reino de Deus. Por isso, realizam o batismo em lugar dos mortos para oferecê-lo por procuração àqueles que morreram sem a oportunidade de recebê-lo em vida. A Igreja de Jesus Cristo dos Santos dos Últimos Dias ensina que os falecidos podem escolher aceitar ou rejeitar os batismos realizados em seu nome.
É mencionado em (1 Coríntios 15:29) como prova de uma ressurreição física, embora o significado exato da frase seja uma questão em aberto entre os estudiosos. A leitura mais simples do texto grego sugere batismos vicários realizados pelos vivos em nome dos falecidos, mas alguns estudiosos questionam se Paulo aprovava a prática ou se o versículo realmente se refere a uma prática física entre os primeiros cristãos.
Os heresiologistas antigos Epifânio de Salamina (Panarion 28) e Crisóstomo (Homilias 40) atribuíram a prática, respectivamente, aos cerintianos e aos marcionitas, que identificaram como grupos heréticos "gnósticos", enquanto Ambrosiaster e Tertuliano afirmaram que a prática era legítima e encontrada entre os cristãos do Novo Testamento (embora Tertuliano mais tarde tenha retratado suas crenças originais na vida posterior ao se associar ao montanismo). A prática foi proibida pelos Conselhos de Cartago na última década do século IV d.C., e, portanto, não é praticada no cristianismo mainstream moderno, seja nestoriano, cristianismo ortodoxo, Igreja ortodoxo oriental, católico romano ou em qualquer igreja protestante tradicional.